# Villers-Faucon
Villers-Faucon ist eine französische Gemeinde mit 541 Einwohnern (Stand 1. Januar 2022) im Département Somme in der Region Hauts-de-France, im Norden von Frankreich. Die Gemeinde gehört zum Kanton Péronne.

## Geographie
Zu der nördlich von Roisel und 13 Kilometer nordöstlich von Péronne im Vermandois gelegene Gemeinde gehört auch der Weiler Sainte-Émilie (früher Leuilly).

## Geschichte
Die Gemeinde (historischer Name: Villare Falconis) ist aus einer herrschaftlichen Falknerei inmitten des Walds Forêt de l’Arrouaise entstanden. Leuilly bildete bis 1794 eine selbstständige Gemeinde. Im 19. Jahrhundert begründete Henry Vion als Eigentümer des Gutshofs von Leuilly eine Zuckerfabrik, die Zuckerrüben verarbeitete. Die Umbenennung von Leuilly erfolgte nach dem Vornamen seiner jüngeren Tochter. Die Gemeinde wurde im Ersten Weltkrieg durch Sprengungen beim Rückzug der deutschen Truppen fast vollständig zerstört, um freies Schussfeld zu schaffen, und erhielt nach dem Krieg als Auszeichnung das Croix de guerre 1914–1918. Nach dem Krieg erfolgte der fast zehn Jahre währende Wiederaufbau.

## Einwohner
| 1962 | 1968 | 1975 | 1982 | 1990 | 1999 | 2006 | 2010 |
| ---- | ---- | ---- | ---- | ---- | ---- | ---- | ---- |
| 904  | 916  | 803  | 704  | 662  | 625  | 656  | 658  |

## Verwaltung
Bürgermeister (maire) ist seit 1996 André Brouette.

## Sehenswürdigkeiten
- Kirche Notre-Dame, 1932 vom Architekten Louis Faille wiederaufgebaut
- Zuckerfabrik im Hameau Sainte Émilie, ursprünglich Vion & Cie., mit der in den 1920er Jahren wiederaufgebauten Siedlung
- Britischer Soldatenfriedhof